# ごくちゅう!
『ごくちゅう！』は、こんぱる&ふじしまペポによる日本の漫画作品。『ヤンマガWeb』（講談社）にて2021年5月6日から2023年9月21日まで連載された。また『週刊ヤングマガジン』にも出張掲載された。
ゆるふわな絵柄とは裏腹に、リアルな女性刑務所の日常を描くコメディ。作家の草下シンヤと元受刑者の雨宮が取材協力している。草下によると、けい○ん！のような雰囲気で描くことを意識しているとのこと。
公開から1日かけて、『ヤンマガWeb』の新連載では歴代最多となる40万PVを突破した。

## あらすじ
大麻取締法違反で逮捕されて女性刑務所に来た晴乃うららは、独居房から雑居房に移り、そこで夏川ひまり、秋月柚木、冬白華と出会う。

## 登場人物
晴乃 うらら（はるの うらら）
本作の主人公。No.831の女性受刑者。罪状は大麻取締法違反で、累犯。刑期は1年。
夏川 ひまり（なつかわ ひまり）
No.510の女性受刑者。罪状は業務上横領罪。刑期は2年半。
秋月 柚木（あきつき ゆづき）
No.315の女性受刑者。罪状は傷害罪。刑期は2年。
冬白 華（ふゆしろ はな）
No.81の女性受刑者。罪状は不明。刑期は8年。
木枯 咲（こがらし さき）
No.777の女性受刑者。罪状は賭博場開張図利罪。刑期は2年。
メイ（めい）
No.710の外国人女性受刑者。罪状は窃盗。刑期は2年半。
朝凪　みくる（あさなぎ　みくる）
No.394の女性受刑者。罪状は詐欺で刑期は7年。うらら達とは別の房で暮らしており、服役中に美容師免許を取得し刑務所内の美容院で働いている。
晴乃 のどか（はるの のどか）
うららの妹で、本作では数少ない刑務所の外の人物。姉に面会に来たり手紙をくれたりする。実はうららが大麻に手を染めたのは彼女の薦め。

## 書誌情報
- こんぱる&ふじしまペポ（著）、草下シンヤ・雨宮（取材協力）『ごくちゅう！』講談社〈KCデラックス〉、全4巻
  1. 2021年11月18日発売[4][6]、ISBN 978-4-06-524571-2
  2. 2022年5月19日発売[7]、ISBN 978-4-06-527780-5
  3. 2022年12月20日発売[8]、ISBN 978-4-06-530266-8
  4. 2023年12月20日発売[9]、ISBN 978-4-06-533990-9